# Sally Kirkland
Sally Kirkland (Nueva York; 31 de octubre de 1941) es una actriz, productora y directora estadounidense. Recibió una candidatura al Óscar a la mejor actriz por su participación en la cinta Anna de 1987.

## Vida profesional y privada
Sally nació en la ciudad de Nueva York en el año 1941, hija de Frederic McMichael Kirkland y de Sally Kirkland (nacida Sarah Phinney), una editora de modas de revistas tales como Vogue y Life. Fue estudiante de Lee Strasberg y parte del grupo cercano a Andy Warhol.
Comenzó su carrera actuando en teatros fuera de Broadway y se dice que fue la primera actriz en aparecer desnuda en un legítimo teatro, en la obra Sweet Eros de 1968. Durante la década del 70 su trabajo en televisión se concentró mayoritariamente en apariciones ocasionales en series reconocidas como Hawai Five-O, Baretta, Kojak, The Incredible Hulk  y Starsky and Hutch. En el año 1973 obtuvo un papel secundario en el éxito protagonizado por Robert Redford y Paul Newman, El golpe. Tres años más tarde pudo vérsela como fotógrafa en el filme A Star Is Born, película ganadora de varios Globos de Oro.
Comenzó la década de 1980 con un papel en la película Private Benjamin, protagonizada por Goldie Hawn, y dos apariciones en la serie Charlie’s Angels. Incursionó a su vez las novelas General Hospital y Falcon Crest. En 1987 Sally representó su papel más celebrado hasta el día de hoy en la película Anna. En ella interpretaba a una actriz checa exiliada en Nueva York tratando de conseguir empleo. Este papel le valió varios premios y hasta una nominación al Oscar como Mejor Actriz. Ese año el Oscar fue para Cher por Moonstruck.
Ya en la década de 1990, su trabajo se concentró mayormente en filmes, ya sea para la pantalla grande o para televisión, participó ocasionalmente en series (Roseanne, Murder, She Wrote, The Nanny, Felicity, etc.) y durante 65 episodios representó el papel de Helen Lawson en la serie Valley of the Dolls. Entre los filmes más destacados en los que participó en esa década pueden mencionarse los dos protagonizados por Kevin Costner Revenge y JFK; la comedia Bullseye! con Michael Caine y Roger Moore; Excess Bagage (protagonizada por Benicio del Toro y Alicia Silverstone) y EDtv, una comedia sobre un hombre que transmite su vida por televisión, protagonizada por Matthew McConaughey, en la que interpretó a la madre del papel de éste.
A partir del año 2000, Sally giró su atención hacia el cine independiente, trabajando en proyectos como Adam & Steve y Boxer Shorts. Obtuvo un pequeño papel como camarera en la comedia de Jim Carrey Bruce Almighty y otro en Factory Girl, una película ambientada en la década del 60 sobre la vida de Edie Sedgwick y su relación con Andy Warhol. En el año 2008 escribió el guion para el corto The Ear of the Beholder.
En el año 1998, la actriz se sometió a una operación para quitar los implantes de silicona que se había colocado, debido a que le produjeron problemas de salud. A partir de esta experiencia, Sally fundó un instituto para ayudar y brindar apoyo a mujeres que habían tenido problemas similares: el Instituto Kirkland para Sobrevivientes del Síndrome del Implante (Kirkland Institute for Implant Syndrome Survivors o KIISS). Kirkland es también una artista y tiene su propia galería en Los Ángeles donde muestra su trabajo.
Sally es una pastora ordenada de la Iglesia del Movimiento de Conciencia Espiritual Interior (en inglés Movement of Spiritual Inner Awareness). Es maestra de yoga, meditación y drama y posee su propio programa de radio llamado Reverenda Sally Kirkland, que se transmite todos los lunes por healthylife.net.

## Filmografía

### En cine
| Año  | Título                          | Personaje              | Notas                     |
| ---- | ------------------------------- | ---------------------- | ------------------------- |
| 1968 | Blue                            | Sara Lambert           |                           |
| 1969 | Coming Apart                    | Joann                  |                           |
| 1969 | Futz                            | Merry Lee              |                           |
| 1971 | Going Home                      | Ann Graham             |                           |
| 1973 | The Way We Were                 | Pony Dunbar            |                           |
| 1973 | The Sting                       | Crystal                |                           |
| 1975 | The Noah                        | Friday Anne            | Voz                       |
| 1975 | Bite the Bullet                 | Honey                  |                           |
| 1975 | Crazy Mama                      | Ella Mae               |                           |
| 1975 | Breakheart Pass                 | Jane Marie             |                           |
| 1976 | Pipe Dreams                     | Two Street Betty       |                           |
| 1977 | Flush                           | Janet                  |                           |
| 1979 | Hometown U.S.A.                 | Gwen                   |                           |
| 1980 | Private Benjamin                | Helga                  |                           |
| 1982 | Human Highway                   | Kathryn                |                           |
| 1984 | Love Letters                    | Sally                  |                           |
| 1984 | Fatal Games                     | Diane Paine            |                           |
| 1987 | Anna                            | Anna                   |                           |
| 1989 | White Hot                       | Harriet                |                           |
| 1989 | Paint It Black                  | Maria Easton           |                           |
| 1989 | Cold Feet                       | Maureen                |                           |
| 1989 | Best of the Best                | Kathryn Wade           |                           |
| 1989 | High Stakes                     | Bambi / Melanie Rose   |                           |
| 1990 | Two Evil Eyes                   | Eleonora               | Segmento: "The Black Cat" |
| 1990 | Revenge                         | La estrella del rock   |                           |
| 1990 | Bullseye!                       | Willie                 |                           |
| 1991 | JFK                             | Rose Cheramie          |                           |
| 1992 | In the Heat of Passion          | Lee Adams              |                           |
| 1992 | The Player                      | Sally Kirkland         |                           |
| 1992 | Forever                         | Angelica               |                           |
| 1992 | Hit the Dutchman                | Emma Flegenheimer      |                           |
| 1992 | Primary Motive                  | Helen Poulas           |                           |
| 1992 | Double Threat                   | Monica Martel          |                           |
| 1992 | Stringer                        | Joan                   |                           |
| 1993 | Paper Hearts                    | Jenny                  |                           |
| 1993 | Eye of the Stranger             | Lori                   |                           |
| 1994 | Gunmen                          | Bennett                |                           |
| 1995 | Guns and Lipstick               | Danielle Roberts       |                           |
| 1997 | Amnesia                         | Charlene Hunt          |                           |
| 1997 | Excess Baggage                  | Louise Doucette        |                           |
| 1998 | Wilbur Falls                    | Roberta Devereaux      |                           |
| 1998 | Paranoia                        | Dr. Kurtzwell          |                           |
| 1998 | The Island                      | Marilyn Monroe         |                           |
| 1999 | EDtv                            | Jeanette               |                           |
| 1999 | Starry Night                    | Detective Brook Murphy |                           |
| 2001 | Thank You, Good Night           | Doreen                 |                           |
| 2001 | Out of the Black                | Elizabeth Malby        |                           |
| 2001 | A Month of Sundays              | Katherine St. Croix    |                           |
| 2001 | Wish You Were Dead              | Penelope Wilson        |                           |
| 2002 | The Rose Technique              | Helen                  |                           |
| 2003 | Bruce Almighty                  | Anita Mann             |                           |
| 2004 | Mango Kiss                      | Emilia                 |                           |
| 2004 | Bloodlines                      | Joyce                  |                           |
| 2005 | Neo Ned                         | Shelly Nelson          |                           |
| 2005 | Adam & Steve                    | Mary                   |                           |
| 2005 | What's Up, Scarlet?             | Ruth Zabrinski         |                           |
| 2005 | Chandler Hall                   | Sally                  |                           |
| 2006 | Off the Black                   | Marianne Reynolds      |                           |
| 2006 | A-List                          | Olga                   |                           |
| 2006 | Fingerprints                    | Mary                   |                           |
| 2006 | Coffee Date                     | Mrs. Muller            |                           |
| 2007 | Big Stan                        | Jury Madam Foreman     |                           |
| 2007 | Resurrection Mary               | Lois                   |                           |
| 2007 | Blind Spot                      | Penelope Denmore       | Corto                     |
| 2008 | Richard III                     | Reina Margaret         |                           |
| 2008 | Oak Hill                        | Elizabeth St. James    |                           |
| 2008 | Bald                            | Sra. Elise Stern       |                           |
| 2010 | House Under Siege               | Pat Mazur              |                           |
| 2010 | Lights Out                      | Rose                   |                           |
| 2011 | The Last Gamble                 | Sally                  |                           |
| 2011 | The Wayshower                   | Jeena                  |                           |
| 2011 | The Wishmakers                  | Mary                   |                           |
| 2011 | Division III: Football's Finest | Crystal Vice           |                           |
| 2012 | Archaeology of a Woman          | Margaret               |                           |
| 2012 | Broken Roads                    | Sra. Wallace           |                           |
| 2012 | Posey                           | Posey                  | Short                     |
| 2013 | Awakened                        | Harriet Bendi          |                           |
| 2013 | The Visitor from Planet Omicron | Jen                    |                           |
| 2014 | Ron and Laura Take Back America | Sally                  |                           |
| 2014 | The Bride From Vegas            | Suzy 'The Salt Shaker' |                           |
| 2014 | Suburban Gothic                 | Virginia               |                           |
| 2014 | Tom in America                  | Betty                  | Corto                     |
| 2015 | Buddy Hutchins                  | Bertha                 |                           |
| 2016 | The Code of Cain                | Elisabeth              |                           |
| 2016 | Courting Des Moines             | Maxine Jackson         |                           |
| 2016 | Trash Fire                      | Florence               |                           |
| 2016 | Buddy Solitaire                 | Hanna                  |                           |
| 2017 | Making a Killing                | Dolores                |                           |
| 2017 | The Most Hated Woman in America | Lena Christina         |                           |
| 2017 | Price for Freedom               | Francine Wayne         |                           |
| 2017 | Gnaw (Apartment 212)            | Claudette              |                           |
| 2018 | Get Married or Die              | Margaret               |                           |
| 2018 | The Second Coming of Christ     | Stella                 |                           |
| 2018 | Los Angeles Overnight           | Sra. Chantilly         |                           |
| 2019 | Cuck                            | Madre                  |                           |
| 2008 | Mollie & Friends                | Elizabeth St. James    |                           |
| 2018 | Sarah Q                         | Helena                 |                           |
| 2018 | Wally Got Wasted                | Marilyn Tuttlebaum     |                           |
| TBD  | When It Rings                   | Lesley Judd            | Post-production           |
| 2019 | Paint It Red                    | Adele                  |                           |
| 2020 | Hell Hole                       | Dr. Parker             |                           |
| 2020 | Hope for the Holidays           | Georgia                |                           |
| 2020 | Invincible                      | Dr. Quade              |                           |
| 2021 | The Trouble                     | Ms Greyson             | Post-production           |
| 2023 | Altered Perceptions             | Theresa Morgan         |                           |

- Crack in the Mirror (1960)
- Hey, Let's Twist (1961)
- The 13 Most Beautiful Women (1964)
- Brand X (1970)
- Jump (1971)
- Cinderella Liberty (1973)
- The Young Nurses (1973)
- Big Bad Mama (1974)
- Candy Stripe Nurses (1974)
- Blazing Saddles (1974)
- A Star Is Born (1976)
- Tracks (1976)
- La ilegal (1979)
- La increíble mujer menguante (1981)
- Neil Young: Human Highway (1982)
- Double Exposure (1983)
- Talking Walls (1987)
- Due occhi diabolici, de Dario Argento y George Romero (1990)
- The Black Cat (1993, cortometraje)
- Little Ghost (1997)
- Twinkle Toes (1999)
- The Boys Behind the Desk (2000)
- Audit (2001)
- Boxer Shorts (2002) (directo a video)
- Mothers and Daughters (2002)
- An Eye for an Eye (2004)
- Encore (2005)
- Factory Girl (2006)
- Hollywood Dreams (2006)
- Spiritual Warriors (2007)
- The Ear of the Beholder (2008)
- Fast Track (2009)
- Redemption (2009)

### En televisión

#### Como actriz
- New York Television Theatre (1 episodio, 1965)
- Hawaii Five-O (1 episodio, 1973)
- Kojak (3 episodios, 1974-1978)
- Petrocelli (1 episodio, 1975)
- Bronk (1 episodio, 1975)
- Death Scream (1975) – película para TV
- The Kansas City Massacre (1975) – película para TV
- Captains and the Kings (1976) – Miniserie
- Griffin and Phoenix: A Love Story (1976) – película para TV
- The Rookies (1 episodio, 1976)
- Baretta (1 episodio, 1976)
- Three's Company (1 episodio, 1977)
- Stonestreet: Who Killed the Centerfold Model? (1977) – película para TV
- The Incredible Hulk (1 episodio, 1978)
- Starsky and Hutch (1 episodio, 1978)
- Lou Grant (2 episodios, 1978-1982)
- Supertrain (1 episodio, 1979)
- Charlie's Angels (2 episodios, 1979-1981)
- The Georgia Peaches (1980) – película para TV
- Willow B: Women in Prison (1980) – película para TV
- General Hospital (1982)
- Falcon Crest (2 episodios, 1983)
- Summer (1984) – película para TV
- Trying Times (1 episodio, 1989)
- Steel Magnolias (1990) – película para TV
- Heat Wave (1990) – película para TV
- Largo Desolato (1990) – película para TV
- The Haunted (1991) – película para TV
- The Ray Bradbury Theater (1 episodio, 1992)
- The Bulkin Trail (1992) – película para TV
- Double Jeopardy (1992) – película para TV
- Roseanne (2 episodios, 1992-1993)
- Raven (1 episodio)
- Double Deception (1993) – película para TV
- Jack's Place (1 episodio, 1993)
- The Woman Who Loved Elvis (1993) – película para TV
- Picture Windows (1 episodio, 1994)
- Valley of the Dolls (65 episodios, 1994)
- Murder, She Wrote (1 episodio, 1995)
- The Nanny (1 episodio, 1996)
- Goode Behavior (1 episodio, 1996)
- High Tide (1 episodio, 1996)
- The Westing Game (1997) – película para TV
- The Hunger (1 episodio, 1997)
- Women: Stories of Passion (1 episodio, 1997)
- Brave New World (1998) – película para TV
- Felicity (4 episodios, 1999)
- Days of Our Lives (3 episodios, 1999)
- Wasteland (1 episodio, 1999)
- Another Woman's Husband (2000) – película para TV
- Resurrection Blvd. (1 episodio, 2001)
- Strong Medicine (1 episodio, 2001)
- Another Pretty Face (2002) – película para TV
- Night of the Wolf (2002) – película para TV
- Wanted (1 episodio, 2005)
- Head Case (3 episodios, 2007-2009)

#### Como productora
- Forever (1992) (productora asociada)
- Paper Hearts (1993) (productora ejecutiva)
- Amnesia (1996) (productora asociada)
- Starry Night (1999) (productora asociada)
- Audit (2001) (productora ejecutiva)
- Mothers and Daughters (2002) (productora asociada)
- An Eye for an Eye (2004) (productora)
- Mango Kiss (2004) (productora asociada)
- What's Up, Scarlet? (2005) (productora asociada)
- Encore (2005) (productora ejecutiva)
- Coffee Date (2006) (productora asociada)
- A-List (2006) (coproductora)
- Blind Spot (2007) (productora asociada)
- Oak Hill (2008) (productora)
- Bald (2008) (productora asociada)
- The Ear of the Beholder (2008) (productora ejecutiva)

### Otros créditos
| Años | Nombre                    | Tipo        | Título                 |
| ---- | ------------------------- | ----------- | ---------------------- |
| 1968 | Blue                      | Filme       | Entrenadora de diálogo |
| 1974 | Candy Stripe Nurses       | Filme       | Directora de casting   |
| 1997 | Women: Stories of Passion | Serie de TV | Directora              |
| 1997 | Women: Stories of Passion | Serie de TV | Asesora creativa       |
| 1999 | Starry Night              | Filme       | Directora de Casting   |
| 2000 | The Boys Behind the Desk  | Filme       | Directora              |
| 2008 | The Ear of the Beholder   | Corto       | Escritora              |

## Premios y distinciones
Premios Óscar
| Año  | Categoría    | Película | Resultado |
| ---- | ------------ | -------- | --------- |
| 1988 | Mejor actriz | Anna     | Nominada  |

| Año  | Asociación                              | Categoría                                                                        | Trabajo nominado   | Resultado |
| ---- | --------------------------------------- | -------------------------------------------------------------------------------- | ------------------ | --------- |
| 1987 | Los Angeles Film Critics Association    | Mejor Actriz (unida con Holly Hunter por Broadcast News)                         | Anna               | Ganó      |
| 1988 | Golden Globe Award                      | Mejor desempeño por una Actriz en una película - Drama                           | Anna               | Ganó      |
| 1988 | Independent Spirit Awards               | Mejor mujer en papel principal                                                   | Anna               | Ganó      |
| 1992 | Golden Globe Award                      | Mejor desempeño por una Actriz en una Miniserie o Película hecha para televisión | The Haunted        | Nominada  |
| 1997 | California Independent Film Festival    | Mejor Actriz                                                                     | Blind Spot         | Ganó      |
| 1999 | Online Film & Television Association    | Mejor Actriz de soporte en un serial de día                                      | Days of Our Lives  | Ganó      |
| 2003 | DVD Exclusive Awards                    | Mejor Actriz de soporte                                                          | Wish You Were Dead | Nominada  |
| 2005 | La Femme International Film Festival    | Premio de logro de vida                                                          |                    | Ganó      |
| 2013 | Fort Myers Beach Film Festival          | Mejor Actriz                                                                     | Posey              | Ganó      |
| 2013 | Studio City Film Festival               | Mejor Actriz: Película corta                                                     | Posey              | Ganó      |
| 2013 | Wild Rose Independent Film Festival     | Mejor Actriz – Película corta                                                    | Posey              | Ganó      |
| 2015 | Madrid International LGBT Film Festival | Mención especial (compartida con Burt Young)                                     | Tom in America     | Ganó      |
| 2015 | Long Island International Film Expo     | Mejor Actriz                                                                     | Tom in America     | Ganó      |
| 2015 | Maverick Movie Awards                   | Mejor Actriz: Corto                                                              | Tom in America     | Nominada  |
| 2016 | Queens World Film Festival              | Mejor Actriz en un Corto                                                         | Tom in America     | Nominada  |

## Trivia
- Sally es la ahijada de la actriz Shelley Winters.
- Es miembro vitalicio del Actors Studio.
- Trabajó con el Robert Urich en Night of the Wolf, la última película que filmó el actor antes de fallecer.
- Ha recibido premios humanitarios, incluyendo el de Blue Cross y de la Sociedad de Niños Discapacitados.